# Cuba nos Jogos Olímpicos de Verão de 2008
Cuba competiu nos Jogos Olímpicos de Verão de 2008, em Pequim, na China. O país qualificou 149 atletas para competir em 17 esportes.

## Medalhas

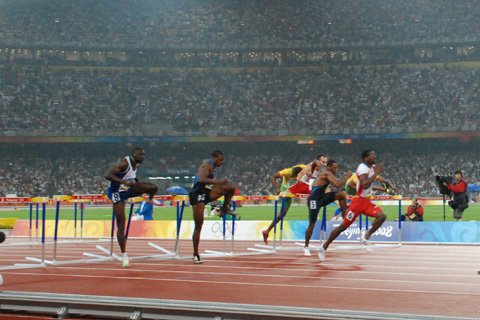
Dayron Robles prestes a vencer a provas dos 100m com barreiras em Pequim.

| Atleta | Esporte | Evento                            | Medalha |
| --- | --- | --------------------------------- | ------- |
| Mijail López | Lutas | Greco-romana até 120 kg masculino | Ouro    |
| Dayron Robles | Atletismo | 110 m com barreiras masculino     | Ouro    |
| Yoanka González | Ciclismo | Corrida por pontos feminino       | Prata   |
| Yanet Bermoy | Judô | Até 48 kg feminino                | Prata   |
| Anaysi Hernández | Judô | Até 70 kg feminino                | Prata   |
| Yalennis Castillo | Judô | Até 78 kg feminino                | Prata   |
| Yarelis Barrios | Atletismo | Arremesso de disco feminino       | Prata   |
| Yipsi Moreno | Atletismo | Arremesso de martelo feminino     | Prata   |
| \| Ariel Pestano Yoandry Urgellés Alfredo Despaigne Luis Rodríguez Alexei Bell Yadier Pedroso Jonder Martínez Adiel Palma Luis Navas Giorvis Duvergel Alexander Mayeta Eriel Sánchez \| Rolando Meriño Héctor Olivera Michel Enríquez Yulieski Gourriel Vicyohandri Odelín Pedro Luis Lazo Eduardo Paret Norberto González Norge Luis Vera Frederich Cepeda Elier Sánchez Miguel La Hera \| | Beisebol | Masculino                         | Prata   |
| Emilio Correa | Boxe | Peso médio                        | Prata   |
| Carlos Banteux | Boxe | Peso meio-médio                   | Prata   |
| Andry Laffita | Boxe | Peso mosca                        | Prata   |
| Yankiel León | Boxe | Peso galo                         | Prata   |
| Yordanis Arencibia | Judô | Até 66 kg masculino               | Bronze  |
| Eglis Yaima Cruz | Tiro | Carabina três posições feminino   | Bronze  |
| Óscar Braison | Judô | Mais de 100 kg masculino          | Bronze  |
| Idalys Ortíz | Judô | Mais de 78 kg feminino            | Bronze  |
| Ibrahim Camejo | Atletismo | Salto em distância masculino      | Bronze  |
| Daynellis Montejo | Taekwondo | Até 49 kg feminino                | Bronze  |
| Yampier Hernández | Boxe | Peso mosca-ligeiro                | Bronze  |
| Yordenis Ugás | Boxe | Peso leve                         | Bronze  |
| Roniel Iglesias | Boxe | Peso meio-médio-ligeiro           | Bronze  |
| Osmay Acosta | Boxe | Peso pesado                       | Bronze  |
| Leonel Suárez | Atletismo | Decatlo masculino                 | Bronze  |
| Ariel Pestano Yoandry Urgellés Alfredo Despaigne Luis Rodríguez Alexei Bell Yadier Pedroso Jonder Martínez Adiel Palma Luis Navas Giorvis Duvergel Alexander Mayeta Eriel Sánchez | Rolando Meriño Héctor Olivera Michel Enríquez Yulieski Gourriel Vicyohandri Odelín Pedro Luis Lazo Eduardo Paret Norberto González Norge Luis Vera Frederich Cepeda Elier Sánchez Miguel La Hera |                                   |         |

## Desempenho

### Atletismo
Masculino
| Atletas                                                 | Evento              | Preliminares | Preliminares | Quartas | Quartas | Semifinal   | Semifinal   | Final         | Final             |
| Atletas                                                 | Evento              | Marca        | Posição      | Marca   | Posição | Marca       | Posição     | Marca         | Posição           |
| ------------------------------------------------------- | ------------------- | ------------ | ------------ | ------- | ------- | ----------- | ----------- | ------------- | ----------------- |
| Henry Vizcaíno                                          | 100 metros          | 10s28        | 18º          | 10s33   | 30º     | Não avançou | Não avançou | Não avançou   | Não avançou       |
| William Collazo                                         | 400 metros          | 45s37 (SB)   | 20º          |         |         | 45s06 (PB)  | 13º         | Não avançou   | Não avançou       |
| Yeimer López                                            | 800 metros          | 1m45s66      | 4º           |         |         | 1m46s40     | 13º         | 1m45s88       | 6º                |
| Andy González                                           | 800 metros          | 1m46s59      | 17º          |         |         | Não avançou | Não avançou | Não avançou   | Não avançou       |
| Dayron Robles                                           | 110m com barreiras  | 13s39        | 4º           | 13s19   | 2º      | 13s12       | 1º          | 12s93         | Medalha de ouro   |
| Yunier Pérez Yunior Díaz Williams Collazo Omar Cisneros | Revezamento 4x400m  | 3m02s24      | 10º          |         |         |             |             | Não avançou   | Não avançou       |
| Ibrahim Camejo                                          | Salto em distância  | 8,23m        | 2º           |         |         |             |             | 8,20m         | Medalha de bronze |
| Wilfredo Martínez                                       | Salto em distância  | 8,07m        | 6º           |         |         |             |             | 8,19m         | 5º                |
| Arnie David Giralt                                      | Salto triplo        | 17,30m       | 4º           |         |         |             |             | 17,52m (PB)   | 4º                |
| Héctor Dairo Fuentes                                    | Salto triplo        | 17,14m       | 10º          |         |         |             |             | 16,28m        | 12º               |
| Alexis Copello                                          | Salto triplo        | 17,09m       | 13º          |         |         |             |             | Não avançou   | Não avançou       |
| Lázaro Borges                                           | Salto com vara      | Sem marca    | Sem marca    |         |         |             |             | Não avançou   | Não avançou       |
| Carlos Véliz                                            | Arremesso de peso   | 19,58m       | 24º          |         |         |             |             | Não avançou   | Não avançou       |
| Reinaldo Proenza                                        | Arremesso de peso   | 19,20m       | 31º          |         |         |             |             | Não avançou   | Não avançou       |
| Alexis Paumier                                          | Arremesso de peso   | Sem marca    | Sem marca    |         |         |             |             | Não avançou   | Não avançou       |
| Jorge Fernández                                         | Arremesso de disco  | 59,60m       | 27º          |         |         |             |             | Não avançou   | Não avançou       |
| Anier Boue                                              | Lançamento de dardo | 71,85m       | 28º          |         |         |             |             | Não avançou   | Não avançou       |
| Leonel Suárez                                           | Decatlo             |              |              |         |         |             |             | 8527 pts (NR) | Medalha de bronze |
| Yordani García                                          | Decatlo             |              |              |         |         |             |             | 7992 pts      | 15º               |

Feminino
| Atletas                                                   | Evento               | Preliminares | Preliminares | Quartas    | Quartas | Semifinal     | Semifinal     | Final        | Final            |
| Atletas                                                   | Evento               | Marca        | Posição      | Marca      | Posição | Marca         | Posição       | Marca        | Posição          |
| --------------------------------------------------------- | -------------------- | ------------ | ------------ | ---------- | ------- | ------------- | ------------- | ------------ | ---------------- |
| Virgen Benavides                                          | 100 metros           | 11s45 (SB)   | 24º          | 11s40 (SB) | 19º     | Não avançou   | Não avançou   | Não avançou  | Não avançou      |
| Roxana Díaz                                               | 200 metros           | 23s09        | 15º          | 22s98      | 14º     | 23s12         | 15º           | Não avançou  | Não avançou      |
| Indira Terrero                                            | 400 metros           | 51s56        | 18º          |            |         | 51s80         | 16º           | Não avançou  | Não avançou      |
| Zulia Calatayud                                           | 800 metros           | 2m00s34      | 14º          |            |         | 1m58s78 (SB)  | 10º           | Não avançou  | Não avançou      |
| Anay Tejeda                                               | 100m com barreiras   | 12s84        | 10º          |            |         | Não completou | Não completou | Não avançou  | Não avançou      |
| Yenima Arencibia                                          | 100m com barreiras   | 13s43        | 32º          |            |         | Não avançou   | Não avançou   | Não avançou  | Não avançou      |
| Roxana Díaz Zulia Calatayud Susana Clement Indira Terrero | Revezamento 4x400m   | 3m25s46 (SB) | 6º           |            |         |               |               | 3m23s21 (NR) | 6º               |
| Yargelis Savigne                                          | Salto em distância   | 6,49m        | 17º          |            |         |               |               | Não avançou  | Não avançou      |
| Yargelis Savigne                                          | Salto triplo         | 14,99m       | 1º           |            |         |               |               | 15,05m       | 5º               |
| Mabel Gay                                                 | Salto triplo         | 14,09m       | 15º          |            |         |               |               | Não avançou  | Não avançou      |
| Yarianna Martínez                                         | Salto triplo         | 13,96m       | 21º          |            |         |               |               | Não avançou  | Não avançou      |
| Yarisley Silva                                            | Salto com vara       | 4,15m        | 27º          |            |         |               |               | Não avançou  | Não avançou      |
| Misleydis González                                        | Arremesso de peso    | 18,91m       | 7º           |            |         |               |               | 19,50m (PB)  | 4º               |
| Mailín Vargas                                             | Arremesso de peso    | 18,47m       | 14º          |            |         |               |               | 18,28m       | 10º              |
| Yumileidi Cumbá                                           | Arremesso de peso    | 17,60m       | 20º          |            |         |               |               | Não avançou  | Não avançou      |
| Yarelis Barrios                                           | Arremesso de disco   | 62,23m       | 3º           |            |         |               |               | 63,64m       | Medalha de prata |
| Yania Ferrales                                            | Arremesso de disco   | 59,87m       | 15º          |            |         |               |               | Não avançou  | Não avançou      |
| Osleidys Menéndez                                         | Lançamento de dardo  | 60,51m       | 11º          |            |         |               |               | 63,35m       | 6º               |
| Yanet Cruz                                                | Lançamento de dardo  | 58,06m       | 19º          |            |         |               |               | Não avançou  | Não avançou      |
| Yipsi Moreno                                              | Arremesso de martelo | 73,92m       | 1º           |            |         |               |               | 75,20m       | Medalha de prata |
| Arasay Thondike                                           | Arremesso de martelo | 68,74m       | 15º          |            |         |               |               | Não avançou  | Não avançou      |
| Yunaika Crawford                                          | Arremesso de martelo | 66,16m       | 31º          |            |         |               |               | Não avançou  | Não avançou      |
| Gretchen Quintana                                         | Heptatlo             |              |              |            |         |               |               | 5830 pts     | 25º              |

### Beisebol
Cuba classificou-se para os jogos no beisebol por terminar entre os dois primeiros colocados no evento qualificatório olímpico das Américas de 2006. A equipe cubana é uma das mais bem sucedida em olimpíadas, conquistando a medalha de ouro em três das quatro ocasiões em que o esporte foi disputado, além da medalha de prata em 2000.
Masculino
| Equipe | Equipe | Primeira fase | Primeira fase | Semifinal                 | Final                   | Pos.             |
| Equipe | Equipe | Adversário e resultado | Pos.          | Adversário e resultado    | Adversário e resultado  | Pos.             |
| --- | --- | --- | ------------- | ------------------------- | ----------------------- | ---------------- |
| Ariel Pestano Yoandry Urgellés Alfredo Despaigne Luis Rodríguez Alexei Bell Yadier Pedroso Jonder Martínez Adiel Palma Luis Navas Giorvis Duvergel Alexander Mayeta Eriel Sánchez | Rolando Meriño Héctor Olivera Michel Enríquez Yulieski Gourriel Vicyohandri Odelín Pedro Luis Lazo Eduardo Paret Norberto González Norge Luis Vera Frederich Cepeda Elier Sánchez Miguel La Hera | JPN Japão V 4-2 CAN Canadá V 7-6 USA Estados Unidos V 5-4 TPE Taipé Chinês V 1-0 NED Países Baixos V 14-3 KOR Coreia do Sul D 4-7 CHN China V 17-1 | 2º            | USA Estados Unidos V 10-2 | KOR Coreia do Sul D 2-3 | Medalha de prata |

### Boxe
Cuba qualificou dez boxeadores para as olimpíadas. A categoria meio-pesado foi a única onde Cuba não classificou um boxeador. Nove dos dez cubanos classificaram-se no primeiro torneio qualificatório americano. Hernandez obteve a décima vaga para Cuba nos jogos no segundo torneio qualificatório do continente.
| Atleta            | Evento                  | Fase de 32                 | Fase de 16                       | Quartas                       | Semifinais                    | Final                         | Posição           |
| Atleta            | Evento                  | Adversário e resultado     | Adversário e resultado           | Adversário e resultado        | Adversário e resultado        | Adversário e resultado        | Posição           |
| ----------------- | ----------------------- | -------------------------- | -------------------------------- | ----------------------------- | ----------------------------- | ----------------------------- | ----------------- |
| Yampier Hernández | Peso mosca-ligeiro      | TJK S. Dostiev V PTS 12:1  | UKR G. Chygayev V PTS 21:3       | BRA Paulo Carvalho V PTS 21:6 | MGL P. Serdamba D PTS 8:+8    | Não avançou                   | Medalha de bronze |
| Andry Laffita     | Peso mosca              |                            | GBR K. Yafai V PTS 9:3           | PUR M. Arroyo V PTS 11:2      | RUS G. Balakshin V PTS 9:8    | THA S. Jongjohor D PTS 2:8    | Medalha de prata  |
| Yankiel León      | Peso galo               |                            | KAZ K. Abutalipov V PTS 10:3     | THA W. Petchkoom V PTS 10:2   | MRI B. Julie V PTS 7:5        | MGL E. Badar-Uugan D PTS 5:16 | Medalha de prata  |
| Idel Torriente    | Peso pena               | GHA P. Dzanie V PTS 11:2   | MGL Z. Enkhzorig V PTS 10:9      | AZE S. Imranov D PTS 14:16    | Não avançou                   | Não avançou                   | Não avançou       |
| Yordenis Ugás     | Peso leve               | ALG H. Kramou V PTS 21:3   | ITA D. Valentino V PTS 10:2      | ROU G. Popescu V PTS 11:7     | FRA D. Sow D PTS 8:15         | Não avançou                   | Medalha de bronze |
| Roniel Iglesias   | Peso meio-médio-ligeiro | CMR M. Smaila V PTS 15:1   | MAR D. Moussaid V PTS 15:4       | RUS G. Kovalev V PTS 5:2      | THA M. Boonjumnong D PTS 5:10 | Não avançou                   | Medalha de bronze |
| Carlos Banteux    | Peso meio-médio         |                            | GBR B. Saunders V PTS 13:6       | EGY H. Bakr Abdin V PTS 10:2  | CHN Hanati S. V PTS 17:4      | KAZ B. Sarsekbayev D PTS 9:18 | Medalha de prata  |
| Emilio Correa     | Peso médio              | AUS J. Fletcher V PTS 17:4 | UKR S. Derevyanchenko V PTS 18:4 | UZB E. Rasulov V PTS 9:7      | IND V. Kumar V PTS 8:5        | GBR J. DeGale D PTS 14:16     | Medalha de prata  |
| Osmay Acosta      | Peso pesado             |                            | NGR O. Durodola V PTS 11:0       | GRE E. Pavlidis V PTS 7:4     | RUS R. Chakhkiev D PTS 5:10   | Não avançou                   | Medalha de bronze |
| Robert Alfonso    | Peso superpesado        |                            | UKR V. Glazkov D PTS 3:5         | Não avançou                   | Não avançou                   | Não avançou                   | Não avançou       |

### Canoagem de velocidade
Masculino
| Atleta                       | Evento     | Preliminar | Preliminar | Semifinais | Semifinais | Final       | Final       |
| Atleta                       | Evento     | Tempo      | Posição    | Tempo      | Posição    | Tempo       | Posição     |
| ---------------------------- | ---------- | ---------- | ---------- | ---------- | ---------- | ----------- | ----------- |
| Aldo Pruna                   | C-1 500 m  | 1m51s111   | 5º         | 1m53s809   | 5º         | Não avançou | Não avançou |
| Aldo Pruna                   | C-1 1000 m | 4m02s351   | 3º         | 4m01s745   | 3º         | 3m59s087    | 9º          |
| Karel Aguilar Serguey Torres | C-2 500 m  | 1m44s155   | 7º         | 1m43s673   | 5º         | Não avançou | Não avançou |
| Karel Aguilar Serguey Torres | C-2 1000 m | 3m41s171   | 2º         |            |            | 3m48s877    | 9º          |
| Jorge García                 | K-1 500 m  | 1m42s803   | 7º         | 1m49s077   | 8º         | Não avançou | Não avançou |
| Jorge García                 | K-1 1000 m | 3m38s866   | 7º         | 3m41s219   | 5º         | Não avançou | Não avançou |

### Ciclismo de estrada
Feminino
| Atleta          | Evento             | Final             | Final   |
| Atleta          | Evento             | Tempo             | Posição |
| --------------- | ------------------ | ----------------- | ------- |
| Yumari González | Corrida em estrada | 3h51m39s (+19m15) | 60º     |

### Ciclismo de pista
Feminino
| Atleta          | Prova      | Qualificação            | Qualificação | 1ª Ronda               | 1ª Ronda                                   | Quartas                | Semifinal              | Final                                                                               | Final |
| Atleta          | Prova      | Tempo Vel. média (km/h) | Pos.         | Adversário e resultado | Repescagem                                 | Adversário e resultado | Adversário e resultado | Adversário e resultado                                                              | Pos.  |
| --------------- | ---------- | ----------------------- | ------------ | ---------------------- | ------------------------------------------ | ---------------------- | ---------------------- | ----------------------------------------------------------------------------------- | ----- |
| Lisandra Guerra | Velocidade | 11.462 62,816 km/h      | 9º           | NED V. Kanis D 12.155  | BLR N. Tsylinskaya JPN S. Tsukuda D 11.871 |                        |                        | Disputa pelo 9º lugar: RUS S. Grankovskaya NED Y. Hijgenaar JPN S. Tsukuda D 12.192 | 10º   |

| Atleta          | Evento             | Pontos/Voltas | Posição          |
| --------------- | ------------------ | ------------- | ---------------- |
| Yoanka González | Corrida por pontos | 18/0          | Medalha de prata |

### Esgrima
Feminino
| Atleta               | Evento             | Fase de 64             | Fase de 32              | Fase de 16             | Quartas de final       | Semifinais             | Final                  | Posição     |
| Atleta               | Evento             | Adversário e resultado | Adversário e resultado  | Adversário e resultado | Adversário e resultado | Adversário e resultado | Adversário e resultado | Posição     |
| -------------------- | ------------------ | ---------------------- | ----------------------- | ---------------------- | ---------------------- | ---------------------- | ---------------------- | ----------- |
| Misleydis Campany    | Florete individual | AUS J. Halls V 15-13   | ITA G. Trillini D 7-15  | Não avançou            | Não avançou            | Não avançou            | Não avançou            | Não avançou |
| Maylin González Pozo | Sabre individual   | SEN N. Toure V 15-7    | USA S. Jacobson D 11-15 | Não avançou            | Não avançou            | Não avançou            | Não avançou            | Não avançou |

### Halterofilismo
Masculino
| Atleta              | Evento | Arranque (kg) | Arremesso (kg) | Total (kg) | Posição |
| ------------------- | ------ | ------------- | -------------- | ---------- | ------- |
| Sergio Álvarez      | -56 kg | 120,0         | 156,0          | 272,0      | 6º      |
| Lázaro Ruiz         | -62 kg | 132,0         | 162,0          | 294,0      | 6º      |
| Yordanis Borrero    | -69 kg | 148,0         | 180,0          | 328,0      | 4º      |
| Iván Cambar         | -77 kg | 157,0         | 196,0          | 353,0      | 6º      |
| Jadier Valladares   | -85 kg | 169,0         | 203,0          | 372,0      | 5º      |
| Yohandris Hernández | -94 kg | 178,0         | 215,0          | 393,0      | 6º      |

### Judô
Masculino
| Atleta             | Evento  | Preliminares           | Fase de 32                         | Fase de 16                 | Quartas                       | Semifinais                   | Repescagem                | Repescagem             | Repescagem             | Final                                          | Final             |
| Atleta             | Evento  | Preliminares           | Fase de 32                         | Fase de 16                 | Quartas                       | Semifinais                   | 1ª fase                   | Quartas                | Semifinais             | Final                                          | Final             |
| Atleta             | Evento  | Adversário e resultado | Adversário e resultado             | Adversário e resultado     | Adversário e resultado        | Adversário e resultado       | Adversário e resultado    | Adversário e resultado | Adversário e resultado | Adversário e resultado                         | Pos.              |
| ------------------ | ------- | ---------------------- | ---------------------------------- | -------------------------- | ----------------------------- | ---------------------------- | ------------------------- | ---------------------- | ---------------------- | ---------------------------------------------- | ----------------- |
| Yosmani Piker      | -60 kg  |                        | ARM H. Davtyan D 0010-0100         | Não avançou                | Não avançou                   | Não avançou                  | Não avançou               | Não avançou            | Não avançou            | Não avançou                                    | Não avançou       |
| Yordanis Arencibia | -66 kg  |                        | AND D. García González V 1010-0000 | EGY A. El Hady V 0001-0000 | USA T. Takata V 0010-0000     | JPN M. Uchishiba D 0001-0020 |                           |                        |                        | Disputa pelo bronze RUS A. Gadanov V 0010-0001 | Medalha de bronze |
| Ronald Girones     | -73 kg  |                        | PRK Kim C-S. D 0001-1000           | Não avançou                | Não avançou                   | Não avançou                  | Não avançou               | Não avançou            | Não avançou            | Não avançou                                    | Não avançou       |
| Óscar Cárdenas     | -81 kg  |                        | FRA A. Rodriguez V 0110-0001       | POR J. Neto D 0000-1000    | Não avançou                   | Não avançou                  | Não avançou               | Não avançou            | Não avançou            | Não avançou                                    | Não avançou       |
| Asley González     | -90 kg  |                        | FRA Y-M. Dafreville D 0000-1000    |                            |                               |                              | ITA R. Meloni D 0001-1001 | Não avançou            | Não avançou            | Não avançou                                    | Não avançou       |
| Oreydis Despaigne  | -100 kg |                        | AUS M. Celotti V 0010-0000         | KOR Jang S-H. D 0000-0001  | Não avançou                   | Não avançou                  | Não avançou               | Não avançou            | Não avançou            | Não avançou                                    | Não avançou       |
| Óscar Braison      | +100 kg |                        | LIB R. Hachache V 1011-0000        | PER C. Zegarra V 1000-0000 | BRA J. Schlittler V 1000-0000 | UZB A. Tangriev D 0011-1010  |                           |                        |                        | Disputa pelo bronze IRI M. Roudaki V 0200-0000 | Medalha de bronze |

Feminino
| Atleta              | Evento | Preliminares           | Fase de 32                   | Fase de 16                   | Quartas                     | Semifinais                  | Repescagem                   | Repescagem             | Repescagem             | Final                                               | Final             |
| Atleta              | Evento | Preliminares           | Fase de 32                   | Fase de 16                   | Quartas                     | Semifinais                  | 1ª fase                      | Quartas                | Semifinais             | Final                                               | Final             |
| Atleta              | Evento | Adversário e resultado | Adversário e resultado       | Adversário e resultado       | Adversário e resultado      | Adversário e resultado      | Adversário e resultado       | Adversário e resultado | Adversário e resultado | Adversário e resultado                              | Pos.              |
| ------------------- | ------ | ---------------------- | ---------------------------- | ---------------------------- | --------------------------- | --------------------------- | ---------------------------- | ---------------------- | ---------------------- | --------------------------------------------------- | ----------------- |
| Yanet Bermoy        | -48 kg |                        | ECU G. Miranda V 1010-0000   | RUS L. Bogdanova V 0010-0001 | GER M. Baschin V 0001-0000  | KOR Pak O-S. V 1021-0000    |                              |                        |                        | ROU A. Dumitru D 0000-1100                          | Medalha de prata  |
| Yagnelis Mestre     | -52 kg |                        | PRK An K-A. D 0000-0201      |                              |                             |                             | VEN F. Velázquez D 0000-0001 | Não avançou            | Não avançou            | Não avançou                                         | Não avançou       |
| Yurisleydis Lupetey | -57 kg |                        | HAI A. Baptiste V 0111-0000  | TUN N. Jelassi D 0000-1000   | Não avançou                 | Não avançou                 | Não avançou                  | Não avançou            | Não avançou            | Não avançou                                         | Não avançou       |
| Driulis González    | -63 kg |                        |                              | AUT C. Heill V 0010-0001     | TPE Wang C-F. V 0010-0000   | JPN A. Tanimoto D 0000-1011 |                              |                        |                        | Disputa pelo bronze NED E. Willeboordse D 0000-0001 | 5º                |
| Anaysi Hernández    | -70 kg |                        |                              | COL Y. Alvear V 1000-0100    | ITA Y. Scapin V 1000-0000   | GER A. Bohm V 1000-0010     |                              |                        |                        | JPN M. Ueno D 0000-1000                             | Medalha de prata  |
| Yalennis Castillo   | -78 kg |                        | KAZ S. Abikeyeva V 1021-0000 | IND D. Tewar V 1000-0000     | FRA S. Possamaï V 0030-0000 | KOR Jeong G-M. V 0001-0000  |                              |                        |                        | CHN Yang X. D 0000-0000 (SUP)                       | Medalha de prata  |
| Idalys Ortíz        | +78 kg |                        |                              | EGY S. Ramadan V 0110-0000   | AUS J. Shepherd V 1000-0000 | CHN Tong W. D 0000-0010     |                              |                        |                        | Disputa pelo bronze MGL D. Tserenkhand V 1000-0000  | Medalha de bronze |

### Lutas
Greco-romana
| Atleta            | Evento  | Preliminar               | Oitavas de final                  | Quartas de final                | Semifinal                 | Repescagem 1ª rodada      | Repescagem 2ª rodada        | Final                                           | Final           |
| Atleta            | Evento  | Adversário e resultado   | Adversário e resultado            | Adversário e resultado          | Adversário e resultado    | Adversário e resultado    | Adversário e resultado      | Adversário e resultado                          | Pos.            |
| ----------------- | ------- | ------------------------ | --------------------------------- | ------------------------------- | ------------------------- | ------------------------- | --------------------------- | ----------------------------------------------- | --------------- |
| Yagnier Hernández | -55 kg  |                          | PRK Cha K-S. V 8-0, 1-1           | AZE R. Bayramov D 0-5, 2-1, 0-4 |                           |                           | EGY M. Mohamed V 6-0, 3-1   | Disputa pelo bronze ARM R. Amoyan D 0-3, 0-5    | 5º              |
| Roberto Monzón    | -60 kg  |                          | FRA S. Hidalgo V 2-1, 3-3, 6-0    | RUS I. Albiev D 0-6, 0-2        |                           |                           | TUR S. Sucu V 1-3, 4-2, 1-1 | Disputa pelo bronze KGZ R. Tumenbaev D 0-8, 0-1 | 5º              |
| Alain Milián      | -66 kg  | FRA S. Guenot D 0-3, 1-2 |                                   |                                 |                           | HUN T. Lőrincz V 1-1, 1-1 | BLR M. Siamionau D 1-1, 1-3 | Não avançou                                     | Não avançou     |
| Yunior Estrada    | -84 kg  | SVK A. Bátky V 4-0, 5-0  | SWE A. Abrahamian D 1-2, 1-1, 1-1 | Não avançou                     | Não avançou               | Não avançou               | Não avançou                 | Não avançou                                     | Não avançou     |
| Mijail López      | -120 kg |                          | BLR S. Artsiukhin V 3-0, 2-1      | ARM Y. Patrikeev V 1-1, 3-0, F  | SWE J. Sjöberg V 4-0, 5-0 |                           |                             | RUS K. Baroyev V 5-0, 1-1                       | Medalha de ouro |

Livre masculino
| Atleta           | Evento  | Preliminar                 | Oitavas de final               | Quartas de final           | Semifinal              | Repescagem 1ª rodada            | Repescagem 2ª rodada           | Final                                             | Final       |
| Atleta           | Evento  | Adversário e resultado     | Adversário e resultado         | Adversário e resultado     | Adversário e resultado | Adversário e resultado          | Adversário e resultado         | Adversário e resultado                            | Pos.        |
| ---------------- | ------- | -------------------------- | ------------------------------ | -------------------------- | ---------------------- | ------------------------------- | ------------------------------ | ------------------------------------------------- | ----------- |
| Maikel Pérez     | -55 kg  | BLR R. Gadzhiev D 0-7, 0-6 | Não avançou                    | Não avançou                | Não avançou            | Não avançou                     | Não avançou                    | Não avançou                                       | Não avançou |
| Yandro Quintana  | -60 kg  | CHN Qin H. V 4-1, 1-0      | RUS M. Batirov D 0-1, 1-1, 0-4 |                            |                        | AZE Z. Huseynov D 1-0, 1-1, 3-4 | Não avançou                    | Não avançou                                       | Não avançou |
| Geandry Garzón   | -66 kg  |                            | TUR R. Şahin D 0-1, 4-7        |                            |                        |                                 | IRI M. Taghavi V 1-4, 2-0, 2-0 | Disputa pelo bronze GEO O. Tushishvili D 0-3, 1-1 | 5º          |
| Iván Fundora     | -74 kg  | CHN Si R. V 7-5, 4-2       | USA B. Askren V 3-1, 4-0       | RUS B. Saitiev D 0-2, 1-2  |                        |                                 | KOR Cho B-K. V 2-0, 4-0        | Disputa pelo bronze BUL K. Terziev D 5-6, F       | 5º          |
| Reineris Salas   | -84 kg  |                            | USA A. Hrovat V 0-3, 3-1, 2-2  | TUR S. Balcı D 0-1, 0-2    | Não avançou            | Não avançou                     | Não avançou                    | Não avançou                                       | Não avançou |
| Michel Batista   | -96 kg  |                            | USA D. Cormier V w.o.          | KAZ T. Tigiyev D 0-2, 0-1  |                        |                                 | VEN L. Vivenez V 1-1, 2-0      | Disputa pelo bronze GEO G. Gogshelidze D 0-1, 0-4 | 5º          |
| Disney Rodríguez | -120 kg |                            | ROU R. Chintoan V 5-0, 4-0     | UZB A. Taymazov D 1-3, 0-4 |                        |                                 | AZE A. Isayev V 1-0, 4-0       | Disputa pelo bronze SVK D. Musuľbes D 0-4, 2-4    | 5º          |

### Natação
Masculino
| Atleta(s)   | Evento       | Eliminatórias | Eliminatórias | Semifinal   | Semifinal   | Final       | Final       |
| Atleta(s)   | Evento       | Tempo         | Posição       | Tempo       | Posição     | Tempo       | Posição     |
| ----------- | ------------ | ------------- | ------------- | ----------- | ----------- | ----------- | ----------- |
| Pedro Medel | 200 m costas | 2m01s32       | 30º           | Não avançou | Não avançou | Não avançou | Não avançou |

Feminino
| Atleta(s)        | Evento      | Eliminatórias | Eliminatórias | Semifinal   | Semifinal   | Final       | Final       |
| Atleta(s)        | Evento      | Tempo         | Posição       | Tempo       | Posição     | Tempo       | Posição     |
| ---------------- | ----------- | ------------- | ------------- | ----------- | ----------- | ----------- | ----------- |
| Heysi Villarreal | 200 m livre | 2m03s23       | 41º           | Não avançou | Não avançou | Não avançou | Não avançou |

### Pentatlo moderno
Masculino
| Atleta           | Evento     | Tiro   | Tiro | Esgrima  | Esgrima | Natação | Natação | Hipismo | Hipismo | Corrida | Corrida | Total | Posição |
| Atleta           | Evento     | Pontos | PPM  | Vitórias | PPM     | Tempo   | PPM     | Pontos  | PPM     | Tempo   | PPM     | PPM   | Posição |
| ---------------- | ---------- | ------ | ---- | -------- | ------- | ------- | ------- | ------- | ------- | ------- | ------- | ----- | ------- |
| Yaniel Velázquez | Individual | 184    | 1144 | 18       | 832     | 2m16s38 | 1164    | 79.79   | 1028    | 9m29s55 | 1124    | 5292  | 15º     |

Legenda: PPM = Pontos de Pentatlo moderno

### Remo
Masculino
| Equipe                                                              | Evento           | Eliminatórias | Eliminatórias | Repescagem | Repescagem | Quartas | Quartas | Semifinal | Semifinal | Final   | Final                |
| Equipe                                                              | Evento           | Tempo         | Posição       | Tempo      | Posição    | Tempo   | Posição | Tempo     | Posição   | Tempo   | Posição (Pos. final) |
| ------------------------------------------------------------------- | ---------------- | ------------- | ------------- | ---------- | ---------- | ------- | ------- | --------- | --------- | ------- | -------------------- |
| Eyder Batista Yunior Pérez                                          | Skiff duplo leve | 6m19s36       | 4º R          | 6m40s15    | 2º S A/B   |         |         | 6m33s60   | 3º FA     | 6m19s96 | 6º (6º)              |
| Yuleidys Cascaret Janier Concepción Ángel Founier Yoennis Hernández | Skiff quádruplo  | 5m44s68       | 4º R          | 6m03s56    | 2º S A/B   |         |         | 6m04s99   | 6º FB     | 5m52s66 | 6º (12º)             |

Feminino
| Equipe                          | Evento           | Eliminatórias | Eliminatórias | Repescagem | Repescagem | Quartas | Quartas  | Semifinal | Semifinal | Final   | Final                |
| Equipe                          | Evento           | Tempo         | Posição       | Tempo      | Posição    | Tempo   | Posição  | Tempo     | Posição   | Tempo   | Posição (Pos. final) |
| ------------------------------- | ---------------- | ------------- | ------------- | ---------- | ---------- | ------- | -------- | --------- | --------- | ------- | -------------------- |
| Mayra González                  | Skiff simples    | 8m07s22       | 2º Q          |            |            | 7m45s75 | 4º S C/D | 8m02s10   | 1º FC     | 7m42s68 | 3º (15º)             |
| Yaima Velázquez Ismaray Marrero | Skiff duplo leve | 7m13s35       | 4º R          | 7m32s14    | 3º S A/B   |         |          | 7m30s15   | 6º FB     | 7m20s07 | 6º (12º)             |

### Saltos ornamentais
Masculino
| Atletas                    | Evento                       | Preliminares | Preliminares | Semifinal   | Semifinal   | Final       | Final       |
| Atletas                    | Evento                       | Pontos       | Posição      | Pontos      | Posição     | Pontos      | Posição     |
| -------------------------- | ---------------------------- | ------------ | ------------ | ----------- | ----------- | ----------- | ----------- |
| Jorge Betancourt           | Trampolim 3 m individual     | 428,25       | 19º          | Não avançou | Não avançou | Não avançou | Não avançou |
| Jorge Pupo                 | Trampolim 3 m individual     | 388,70       | 27º          | Não avançou | Não avançou | Não avançou | Não avançou |
| Jeinkel Aguirre            | Plataforma 10 m individual   | 423,75       | 16º          | 414,20      | 15º         | Não avançou | Não avançou |
| José Guerra                | Plataforma 10 m individual   | 443,20       | 11º          | 438,80      | 11º         | 507,15      | 5º          |
| Erick Fornaris José Guerra | Plataforma 10 m sincronizado |              |              |             |             | 409,38      | 7º          |

### Taekwondo
Masculino
| Atleta              | Evento | Preliminares           | Quartas                | Semifinais             | Repescagem             | Final                                       | Posição     |
| Atleta              | Evento | Adversário e resultado | Adversário e resultado | Adversário e resultado | Adversário e resultado | Adversário e resultado                      | Posição     |
| ------------------- | ------ | ---------------------- | ---------------------- | ---------------------- | ---------------------- | ------------------------------------------- | ----------- |
| Gessler Viera       | -68kg  | TUR S. Tazegul D 3-4   | Não avançou            | Não avançou            | Não avançou            | Não avançou                                 | Não avançou |
| Ángel Valodia Matos | +80kg  | ITA L. Basile V 3-1    | CHN Liu X. V 2-1       | KOR Cha D-M. D 0-1     |                        | Disputa pelo bronze: KAZ A. Chilmanov D DSQ | -           |

Feminino
| Atleta            | Evento | Preliminares           | Quartas                | Semifinais             | Repescagem             | Final                                    | Posição           |
| Atleta            | Evento | Adversário e resultado | Adversário e resultado | Adversário e resultado | Adversário e resultado | Adversário e resultado                   | Posição           |
| ----------------- | ------ | ---------------------- | ---------------------- | ---------------------- | ---------------------- | ---------------------------------------- | ----------------- |
| Daynellis Montejo | -49kg  | THA B. Puedpong D 0-1  |                        |                        | VIE T. Ngoc Truc V 4-0 | Disputa pelo bronze: TPE Yang S-C. V 3-2 | Medalha de bronze |

### Tiro
Masculino
| Atleta       | Evento                 | Qualificação | Qualificação | Final       | Final       | Posição |
| Atleta       | Evento                 | Placar       | Posição      | Placar      | Total       | Posição |
| ------------ | ---------------------- | ------------ | ------------ | ----------- | ----------- | ------- |
| Liecer Pérez | Carabina de ar 10 m    | 585          | 44º          | Não avançou | Não avançou | 44º     |
| Liecer Pérez | Carabina deitado 50 m  | 582          | 52º          | Não avançou | Não avançou | 52º     |
| Liecer Pérez | Carabina três posições | 1134         | 47º          | Não avançou | Não avançou | 47º     |
| Leurir Pupo  | Tiro rápido 25 m       | 578          | 7º           | Não avançou | Não avançou | 7º      |

Feminino
| Atleta           | Evento                 | Qualificação | Qualificação | Final       | Final       | Posição           |
| Atleta           | Evento                 | Placar       | Posição      | Placar      | Total       | Posição           |
| ---------------- | ---------------------- | ------------ | ------------ | ----------- | ----------- | ----------------- |
| Eglis Yaima Cruz | Carabina de ar 10 m    | 396          | 11º          | Não avançou | Não avançou | 11º               |
| Eglis Yaima Cruz | Carabina três posições | 588          | 2º           | 99,6        | 687,6       | Medalha de bronze |

### Tiro com arco
Cuba enviou arqueiros às olimpíadas pela terceira vez, buscando a primeira medalha do país no esporte. Juan Carlos Stevens obteve a única vaga para o país no esporte, na competição masculina, ao terminar em segundo lugar no campeonato pan-americano de 2008. Cuba ainda não confirmou a inscrição do arqueiro.
Masculino
| Atleta              | Evento     | Fase de Ranking | Fase de Ranking | Fase de 64                         | Fase de 32              | Oitavas                | Quartas                           | Semifinais             | Final                  | Final       |
| Atleta              | Evento     | Placar          | Chave           | Adversário e resultado             | Adversário e resultado  | Adversário e resultado | Adversário e resultado            | Adversário e resultado | Adversário e resultado | Posição     |
| ------------------- | ---------- | --------------- | --------------- | ---------------------------------- | ----------------------- | ---------------------- | --------------------------------- | ---------------------- | ---------------------- | ----------- |
| Juan Carlos Stevens | Individual | 659             | 28º             | RSA C. Hartley V 107 (19)-107 (17) | ROU A. Bodnar V 108-101 | GBR A. Wills V 108-104 | KOR Park K-M. D 108 (17)-108 (19) | Não avançou            | Não avançou            | Não avançou |

### Voleibol de praia
Feminino
| Atleta                                         | Fase de grupos | Fase de grupos | Oitavas de final                                | Quartas de final       | Semifinais             | Final                  |             |
| Atleta                                         | Adversário e resultado | Pos.           | Adversário e resultado                          | Adversário e resultado | Adversário e resultado | Adversário e resultado |             |
| ---------------------------------------------- | --- | -------------- | ----------------------------------------------- | ---------------------- | ---------------------- | ---------------------- | ----------- |
| Dalixia Fernández Grasset Tamara Larrea Peraza | NOR N. Håkedal/I. Torlen V 2 - 0 (22-20; 21-19) USA K. Walsh/M. May-Treanor D 0 - 2 (15-21; 16-21) JPN M. Teru Saiki/C. Kusuhara V 2 - 0 (21-18; 21-17) | 2º (gr. B)     | USA N. Branagh/E. Youngs D 0 - 2 (15-21; 13-21) | Não avançou            | Não avançou            | Não avançou            | Não avançou |
| Imara Esteves Ribalta Milagros Crespo          | GER S. Pohl/O. Rau D 0 - 2 (17-21; 19-21) NED R. Kadijk/M. Mooren V 2 - 0 (21-11; 21-15) USA N. Branagh/E. Youngs D 1 - 2 (19-21; 21-13; 12-15)         | 3º (gr. E)     | CHN Xue C./Zhang X. D 0 - 2 (19-21; 13-21)      | Não avançou            | Não avançou            | Não avançou            | Não avançou |

### Voleibol
Feminino
| Equipe | Fase de Grupos | Fase de Grupos | Quartas de final                         | Semifinal                                        | Final                                                              | Pos. |
| Equipe | Adversário e resultado | Pos.           | Adversário e resultado                   | Adversário e resultado                           | Adversário e resultado                                             | Pos. |
| --- | --- | -------------- | ---------------------------------------- | ------------------------------------------------ | ------------------------------------------------------------------ | ---- |
| Yumilka Ruiz Yanelis Santos Nancy Carrillo Daimi Ramírez Yaima Ortíz Rachel Sánchez Yusleynis Herrera Liana Mesa Rosir Calderón Kenia Carcaces Yusidey Silie Zoila Barros | POL Polônia V 3 - 1 (21-25; 25-17; 25-20; 25-17) USA Estados Unidos V 3 - 0 (25-15; 26-24; 25-17) CHN China V 3 - 2 (18-25; 14-25; 25-23; 32-30; 15-13) JPN Japão V 3 - 0 (25-17; 25-22; 25-22) VEN Venezuela V 3 - 0 (25-20; 25-20; 25-19) | 1º (Gr. A)     | SRB Sérvia V 3 - 0 (26-24; 25-19; 26-24) | USA Estados Unidos D 0 - 3 (20-25; 16-25; 17-25) | Decisão do 3º lugar CHN China D 1 - 3 (16-25; 25-21; 13-25; 20-25) | 4º   |

### Remo
| S | Classificado(a) para as semifinais |    |                        | FA | Final A (disputa de medalhas) |  |  | FD | Final D (sem medalhas) |
| Q | Classificado(a) para as quartas    | FB | Final B (sem medalhas) | FE | Final E (sem medalhas)        |  |  |    |                        |
| R | Classificado(a) para a repescagem  | FC | Final C (sem medalhas) | FF | Final F (sem medalhas)        |  |  |    |                        |